# Pretty Hate Machine
Pretty Hate Machine je debutové album americké industriálně rockové skupiny Nine Inch Nails, vydané 20. října, 1989 vydavatelem TVT Records. Pretty Hate Machine je sestaveno renovovanými tracky z dema Purest Feeling a novými písněmi. Z alba byly vydány tři singly, nejvíce úspěšný byl „Head Like a Hole“, který se stal klasikou na živých vystoupení NIN.
Album se stalo jednou z prvních indie nahrávek, které dosáhly platinové desky. 12. května 2003 Recording Industry Association of America (RIAA) ocenila album platinově třikrát, díky více než 3 milionů prodaných kopií v USA . I přes úspěšnost alba u kritiků a fanoušků se Trent Reznor (jediný stálý člen NIN) rozhodl, že odejde od labelu TVT již při vydání. Album nebylo k dostání od roku 1997 až do roku 2005, kvůli přílišné publicistitě mezi Reznorem a nahrávací společností. Vydavatelství Rykodisc celosvětově album znovuvydal roku 2005. Remastrovaná verze byla vydaná 22. listopadu 2010.
Slant Magazine zařadil album na 50. místo nejlepších alb 80. let, se slovy „před pokusem o sebevraždu s The Downward Spiral a pořezanými žilami na The Fragile, Pretty Hate Machine se snažila rozeslat taneční varovné výstřely“.

## Pozadí
Během nočních prací jako správce a údržbář v Right Track Studio v Cleveland v Ohiu, Reznor používal studio na nahrávání a zlepšování vlastní hudby. Většinu nástrojů na albu nahrál sám, včetně kláves, bicí automatů, kytar a samplarů.
S pomocí manažera Johna Malma Jr., poslal své album různým nahrávacím společnostem. Díky tomu dostal mnoho kontraktů od mnoha studií, ale podepsal se pod TVT Records, která je známá hlavně vydáváním vánočních koled. Pretty Hate Machine bylo Reznorem nahráno v mnoha studiích se spoluprací Flooda, Keitha LeBlanca, Adriana Sherwooda a Johna Fryera. Stejně jako Reznorova dema, odmítal je nahrát album se skupinou, takže na Pretty Hate Machine je většina písní nahrána jím samým.
„Většina toho mi nyní přijde nedospělé,“ řekl Reznor v roce 1991, dva roky po vydání alba. „Ze začátku bylo totálně na nic. Stal jsem se kompletně beznadějným. Nemohl jsem fungovat ve společnosti. A album se stalo produktem toho všeho. Je trošku v malém měřítku, introvertní, klaustrofóbické - to je pocit, kterým jsem si procházel."
Poté, co bylo album vydáno, nahrávka Purest Feeling se stala známou. Tohle bootleg album obsahuje originální demonahrávky většiny nahrávek objevující se na Pretty Hate Machine, a také dvě, které nebyly použity („Purest Feeling“, „Maybe Just Once“ a instrumentální intro k „Sanctified“ nazvaná „Slate“).

## Hudba a texty
Na rozdíl od současné hudby Nine Inch Nails, Pretty Hate Machine obsahuje chytlavé riffy a popové struktury písní více než repetitivní elektronické beaty. Reznorovy texty odráží jeho mladistvou nenávist a pocity zrazení milovanými, společností, nebo Bohem. Témata zoufalství a lásky obsahuje většina písní. Tom Breihan z Pitchfork Media katekorizoval album jako směs synthpopu smíchaného s industriálem rodícího se z nové vlny. Podle Breihana jsou beaty silné, ale ne ve stylu metalu či post-punku.
„Je to všestranné alternativní album!“ řekl Reznor. „ Pokud chcete skákat z pódia můžete, ale pokud jste velcí fanoušci Depeche Mode, tak také dostanete co chcete.
Hudební žurnalista Jon Pareles popsal album jako ,,electro-rock či industrial rock, s použitím bicí automatů, počítačových syntenzátorových riffů a samozřejmě zpracované do detailů a vypovídající o umělém světě.“ Tom Popson z Chicago Tribune nazval PHM tanečním albem charakterizujícím se agresivním industriálním zvukem: „Reznorovo elektro+kytarové album, které obsahuje světlejší techno-pop element, které někomu možná připomene Depeche Mode. Věci se občas stávají temnou, zatímco Reznorův hlas přejde z šepotu do křiku.“ Archivováno 10. 11. 2017 na Wayback Machine. A. J. Ramirez z PopMatters usoudil labum jako: „ industriálně syntenzátorově dominantní nahrávku, které pluje pod alternativně rockovou zástavou.“
„Mám rád elektronickou hudbu, ale rád bych tam měl nějakou agresi,“ řekl Reznor. „Ta první ,první vlna' elektro hudby je nejednodušejší na použití. Být schopen použít lidskost a agresi ve správné cestě, to je věc... Pretty Hate Machine je nahrávka, kterou můžete poslouchat a dostanete pokaždé něco. Pro mě, něco jako Front 242 je opak, super na první poslech, ale podesáté je oposlouchaná, tak to je.“

### Samply
Můžeme slyšet písně Prince, Jane's Addiction a Public Enemy, které byly použity na albu. Části Princovy „Alphabet St.“ a Jane's Addistion „Had a Dad“ může být uslyšeno v „Ringfinger“, oproti ostatním samplům, které byly editovány či zkresleny k nepoznání, jako v intru k „Kinda I Want To“. Proslov z Midnight Expressu byl použit s nízkou hlasitostí při pauze v „Sanctified“. Na re-edici z roku 2010 není tento sample použit. „Sin“ obsahuje elemty z písně „Change the Beat“ od Fab 5 Freddy.

## Touring
Roku 1990, Reznor rychle zformuloval skupinu najmutím budoucího frontmena skupiny Filter, Richarda Patricka, a začala Pretty Hate Machine Tour, kdy hráli jako předskokani alternativních rockových skupin např.: Peter Murphy či The Jesus and Mary Chain. Živý set Nine Inch Nails byl znám pro svoji hlasitost a více agresivní verze studiových písní. V této době začal Reznor ničit svoje nástroje - nejčastěji klávesy. Nine Inch Nails pokračovali světovou tour, kdy si zahráli na Lollapalooze 91 nebo předskakovali Guns N' Roses na evropské tour.

## Komerční přijetí
Album bylo komerčně úspěšné. I přes to, že se umístilo na 75. místě v Billboard 200 se stalo velice populární, hlavně díky ohlasům a zvýšení undergroundových fanoušků. Pretty Hate Machine strávilo na příčkách Billboard 200 115 týdnů, singly „Down in It“, „Head Like a Hole“ a „Sin“ získali pravidelnou rádiovou hratelnost.
Pretty Hate Machine bylo certifikováno zlatem od RIAA 3. března, 1992, dva roku po počátečním vydání 500 000 kopií. O tři roky později se stalo prvním indie albem ,které dosáhlo platinového ocenění. Pretty Hate Machine získalo trojité platinové ocenění 12. května, 2003 s třemi miliony prodanými kopiemi v USA. Album bylo ohodnoceno podle Music Canada zlatem v dubnu 1994. Též získalo stříbrné ohodnocení od British Phonographic Industry (BPI).

## Kritické přijetí
Pretty Hate Machine bylo dobře přijato moderními hudebními kritiky. Michael Azerrad z Rolling Stone nazval album „Industriálně silný hluk přes popový rámec“ a jako „otřesnou, ale chytlavou hudbu“. Reznor tuhle kombinaci prohlásil za „upřímné prohlášení, toho co bylo v jeho hlavě celý čas“. Robert Hilburn z Los Angeles Times shledal Reznorovu temnou obscesi nepřekonatelnou. Select magazín prohlásil Pretty Hate Machine „vadnou, ale poslouchatelnou práci averze“.
Méně nadšené byly recenze The New York Times, Jon Pareles napsal, že Pretty Hate Machine „příliš napodobuje Depeche Mode, Soft Cell a New Order, a že by to klidně mohla být parodie na ně.“ Mark Jenkins z The Washington Post nazval písně, fungující, ale nezřetelné.

## Znovuvydání
Pretty Hate Machine vydalo TVT Records, ale bylo znovuvydáno Rykodisc Records 22. listopadu, 2005. Reznor prohlásil, že se zajímá o vydání delux edice s 5.1 zvukem a novými remixy, podobné znovuvydání The Downward Spiral. Rykodisc se líbil nápad, ale po Reznorovi chtěli zaplatit produkci.
29. dubna, 2010 byla nahrávací práva na Pretty Hate Machine získány Bicycle Music Company a 22. října, 2010 Reznor oznámil, že remastered album vyjde příští měsíc.{{Už bylo}} Remastered album obsahovalo nový obal od Roba Sheridana a bonusovou píseň „Get Down, Make Love“, cover od Queen, původně ze singlu „Sin“.
Před vydání remasteru byla fanouškovká stránka plná videí a informací o tour pro Pretty Hate Machine. Na Černý pátek 2015, byl v Americe vydán exkluzivní box-set obsahující Halo I-IV.

## Seznam skladeb
Všechny skladby napsal(i) Trent Reznor, kromě označených. 
| Pořadí         | Název                      | Délka |
| -------------- | -------------------------- | ----- |
| 1.             | Head Like a Hole           | 4:59  |
| 2.             | Terrible Lie               | 4:38  |
| 3.             | Down in It                 | 3:46  |
| 4.             | Sanctified                 | 5:48  |
| 5.             | Something I Can Never Have | 5:53  |
| 6.             | Kinda I Want To            | 4:34  |
| 7.             | Sin                        | 4:05  |
| 8.             | That's What I Get          | 4:30  |
| 9.             | The Only Time              | 4:47  |
| 10.            | Ringfinger                 | 5:42  |
| Celková délka: | Celková délka:             | 48:42 |

| 2010 remastered edition | 2010 remastered edition                   | 2010 remastered edition |
| Pořadí                  | Název                                     | Délka                   |
| ----------------------- | ----------------------------------------- | ----------------------- |
| 11.                     | Get Down, Make Love (Cover skupiny Queen) | 4:19                    |

## Personál
- Trent Reznor – zpěv, aranžér, programování, produkce, technik, digitální editace, mixing, autor, mastering (2010 reissue)
- Chris Vrenna – programování, digitální editace
- Richard Patrick – hučící kytara (4)
- Tom Baker – mastering (2010 reissue)
- Sean Beavan – mixing
- Doug d'Angelis – technik
- Tony Dawsey – mastering
- Flood – programování, produkce (4–10), technik, mixing
- Al Jourgensen (jako Hypo Luxa) – produkce (11)
- Kennan Keating – technik
- Keith LeBlanc – produkce (3, 7–9), technik, remixing, mixing
- Ken Quartarone – technik
- Adrian Sherwood – produkce (3), technik, mixing
- Rob Sheridan – obal alba (3)
- Jeffrey Silverthorne – fotograf
- Gary Talpas – obal alba

## Hitparáda
| Hitparáda (1991) | Nejvyšší pozice |
| ---------------- | --------------- |
| UK Albums Chart  | 67              |
| US Billboard 200 | 75              |

| Rok  | Píseň              | Hitparáda                             | Nejvyšší pozice |
| ---- | ------------------ | ------------------------------------- | --------------- |
| 1989 | „Down in It“       | US Alternative Songs                  | 16              |
| 1989 | „Down in It“       | US Hot Dance Music/Club Play          | 16              |
| 1989 | „Down in It“       | US Hot Dance Music/Maxi-Singles Sales | 20              |
| 1990 | „Head Like a Hole“ | UK Singles Chart                      | 45              |
| 1990 | „Head Like a Hole“ | US Alternative Songs                  | 28              |
| 1990 | „Head Like a Hole“ | US Hot Dance Music/Club Play          | 17              |
| 1990 | „Head Like a Hole“ | US Hot Dance Music/Maxi-Singles Sales | 34              |
| 1990 | „Sin“              | UK Singles Chart                      | 35              |
| 1990 | „Sin“              | US Hot Dance Music/Club Play          | 10              |
| 1990 | „Sin“              | US Hot Dance Music/Maxi-Singles Sales | 13              |

## Ocenění
| Stát                   | Ocenění (podle prodaných nosičů) |
| Velká Británie         | Stříbrné                         |
| Spojené státy americké | 3x Platinové                     |